# پیش از نیمه‌شب
پیش از نیمه‌شب (به انگلیسی: Before Midnight) فیلمی در ژانر درام به کارگردانی ریچارد لینکلیتر است. این فیلم دنباله فیلم‌های پیش از طلوع (۱۹۹۵) و پیش از غروب (۲۰۰۴) می‌باشد. همانند فیلم‌های قبلی این فیلم نیز با بازی ایتن هاک و ژولی دلپی دنبال می‌شود. این فیلم در ۱۴ ژوئن ۲۰۱۳ اکران سراسری شد.

## عوامل
- ایتن هاک در نقش جسی
- ژولی دلپی در نقش سلین
- شیموس دیوی‌فیتزپاتریک هنک
- جنیفر پریور در نقش الا
- شارلوت پریور در نقش نینا
- زنیا کالگروپلو در نقش ناتالی
- والتر لسالی در نقش پاتریک
- آریان لابد در نقش آنا
- ییانیس پاپادوگولوس در نقش آکلیس
- آتنا راشل سانگاری در نقش آریادنی
- پانوس کورونیس در نقش استفانوس

## خلاصه فیلم
جسی و سلین را در یونان می‌بینیم. تقریباً بیست سال از زمانی که برای اولین بار آن‌ها یکدیگر را در قطاری به مقصد وین ملاقات کردند گذشته‌است. اکنون شاهد عشقی هستیم که غبار سالیان زندگی مشترک بر آن نشسته‌است.